# Another Girl, Another Planet
Another Girl, Another Planet è la canzone di maggior successo dei The Only Ones, pubblicata nel 1978 come singolo estratto dall'album The Only Ones.

## Argomento
Il brano è stato spesso interpretato come una descrizione del rapporto travagliato fra Peter Perrett e l'eroina. In un'intervista nel 2015 Perrett ha però dichiarato che la canzone non parla dell'eroina ma è stata veramente ispirata da una ragazza, riconoscendo però che gli è sempre piaciuto inserire nelle sue canzoni testi ambigui che possono ammettere interpretazioni a diversi livelli.

## Cover
Una cover di questa canzone è stata eseguita dal gruppo pop-punk Blink-182 ed è contenuta nel loro Greatest Hits. Questa cover è molto più strumentale, veloce e melodica di quella de The Only Ones.